# Espaly-Saint-Marcel
Espaly-Saint-Marcel è un comune francese di 3 759 abitanti situato nel dipartimento dell'Alta Loira della regione dell'Alvernia-Rodano-Alpi.

## Società

### Evoluzione demografica
Abitanti censiti